# 朱繡 (清朝直隸舉人)
朱繡（?—?），河北直隶人，清朝政治人物。举人出身。
道光三年六月，擔任清朝廣東省潮州府豐順縣知縣。后由陸瀚接任。